# ブレイド3
『ブレイド3』（原題: Blade: Trinity）は、2004年のアメリカのSFアクション映画である。
映画『ブレイド』シリーズ三部作の最終作。

## あらすじ
シリアの砂漠、一群のヴァンパイアたちが彼らの始祖ドレイク（ドラキュラ伯爵）を復活させるため、古代遺跡へ向かっていた。半年後。ヴァンパイアハンターであるブレイドはヴァンパイアの罠にはまり、彼らの手下である人間を射殺、その模様を全国に放映される。連続殺人鬼として指名手配され、FBIによって逮捕されたブレイドだが、突如として現れた男女に救出される。彼らは人間によるヴァンパイアハンターチーム「ナイトストーカーズ」の一員であり、ブレイドに「ヴァンパイアの始祖ドレイクが甦った」と告げる。

## スタッフ
- 監督: デヴィッド・S・ゴイヤー
- 製作総指揮: アヴィ・アラッド、トビー・エメリッヒ 、スタン・リー
- 原作: マーヴ・ウォルフマン、ジーン・コーラン
- 脚本: デヴィッド・S・ゴイヤー
- 音楽: ラミン・ジャヴァディ、RZA

## キャスト

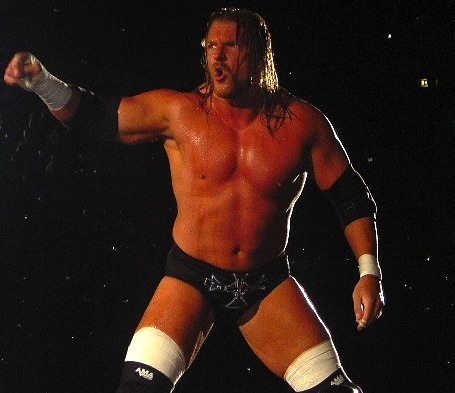
グリムウッド役を務めた
トリプルH（WWE）

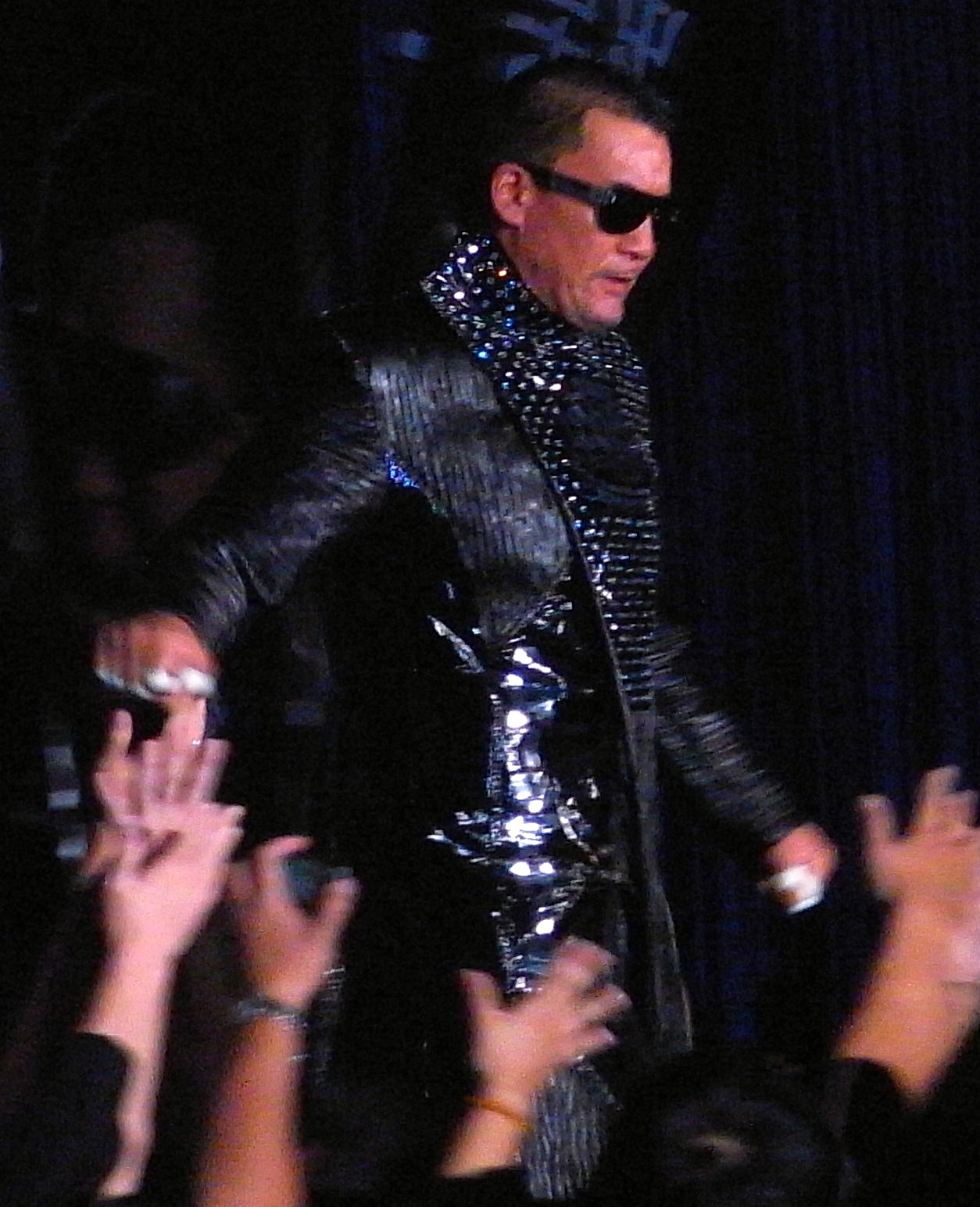
ソフト版でグリムウッドの吹替を務めた蝶野正洋

| 役名                           | 俳優                             | 日本語吹替                                                                             | 日本語吹替                                                              |
| 役名                           | 俳優                             | ソフト版                                                                               | テレビ東京版                                                            |
| ------------------------------ | -------------------------------- | -------------------------------------------------------------------------------------- | ----------------------------------------------------------------------- |
| ブレイド                       | ウェズリー・スナイプス           | 菅原正志                                                                               | 大塚明夫                                                                |
| ウィスラー                     | クリス・クリストファーソン       | 山野史人                                                                               | 大塚周夫                                                                |
| ドレイク                       | ドミニク・パーセル               | 谷口節                                                                                 | 谷口節                                                                  |
| アビゲイル                     | ジェシカ・ビール                 | 魏涼子                                                                                 | 本田貴子                                                                |
| ハンニバル・キング             | ライアン・レイノルズ             | てらそままさき                                                                         | 桐本琢也                                                                |
| ダニカ                         | パーカー・ポージー               | 五十嵐麗                                                                               | 唐沢潤                                                                  |
| サマーソルド                   | ナターシャ・リオン               | 湯屋敦子                                                                               | 林真里花                                                                |
| グリムウッド                   | トリプルH                        | 蝶野正洋                                                                               | 廣田行生                                                                |
| レイ・カンバーランド特別捜査官 | ジェームズ・レマー               | 菅生隆之                                                                               | 手塚秀彰                                                                |
| エドガー・バンス博士           | ジョン・マイケル・ヒギンズ       | 清水明彦                                                                               | 田中正彦                                                                |
| マーティン・ブリード本部長     | マーク・ベリー                   | 中村秀利                                                                               | 水野龍司                                                                |
| アシャー・タロス               | カラム・キース・レニー           | 仲野裕                                                                                 | 檀臣幸                                                                  |
| FBIウィルソン・ヘイリー        | マイケル・アンソニー・ローリンズ | 星野充昭                                                                               |                                                                         |
| ヘッジス                       | パットン・オズワルト             | 田中英樹                                                                               | 後藤哲夫                                                                |
| デックス                       | ロン・セルモア                   |                                                                                        | 天田益男                                                                |
| コールダー                     | クリストファー・ハイアーダール   | 長克巳                                                                                 |                                                                         |
| その他                         | N/A                              | 植村喜八郎 佐藤祐四 山川亜弥 松熊明子 小川一樹 恒松あゆみ 谷井あすか 粟津貴嗣 田内裕一 | 大滝寛 林真里花 阪口周平 加瀬康之 津々見沙月 林佳代子 上田純子 植竹香菜 |
| 日本語版スタッフ               |                                  |                                                                                        |                                                                         |
| 演出                           | 演出                             | 向山宏志                                                                               | 向山宏志                                                                |
| 翻訳                           | 翻訳                             | 平田勝茂                                                                               | 平田勝茂                                                                |
| 調整                           | 調整                             | 藤樫衛                                                                                 | 黒崎裕樹                                                                |
| 効果                           | 効果                             |                                                                                        | リレーション                                                            |
| 担当                           | 担当                             |                                                                                        | 榎本隆                                                                  |
| 制作                           | 制作                             | グロービジョン                                                                         | グロービジョン                                                          |
| 初回放送                       | 初回放送                         | N/A                                                                                    | 2007年7月19日 『木曜洋画劇場』                                          |

## 評価
レビュー・アグリゲーターのRotten Tomatoesでは167件のレビューで支持率は25%、平均点は4.40/10となった。Metacriticでは30件のレビューを基に加重平均値が38/100となった。

## パッケージソフト
- DVD「ブレイド3 アンレイテッド・コレクターズ・エディション」（2005年12月22日発売・ポニーキャニオン）